# Janet Hiebert
Janet Hiebert (* 1960) ist eine kanadische Politikwissenschaftlerin und emeritierte Professorin der Queen’s University. Sie amtierte 2017/18 als Präsidentin der Canadian Political Science Association (CPSA).

## Leben
Vor ihrem Studium der Politikwissenschaften arbeitete Hiebert drei Jahre als Journalistin für Nanaimo Daily Free Press, Arrowsmith Star und The Vancouver Sun. 1985 machte sie das Bachelor-Examen an der University of British Columbia. Es folgen Master-Abschluss (1986) und Promotion zur Ph.D. (1991) an der University of Toronto. Seither ist sie an der Quen's University, bis 1997 als Assistant Professor, dann als Associate Professor und seit 2005 als Full Professor. 2022 ging sie in den Ruhestand. Ihr Forschungsschwerpunkte waren das politische System Kanadas sowie die Dezentralisierungsvereinbarungen für Schottland, Wales und Nordirland.